# La Harpe (Kansas)
La Harpe – miasto położone w centralnej części hrabstwa Allen. Zostało założone w 1881 roku.